# Chisec

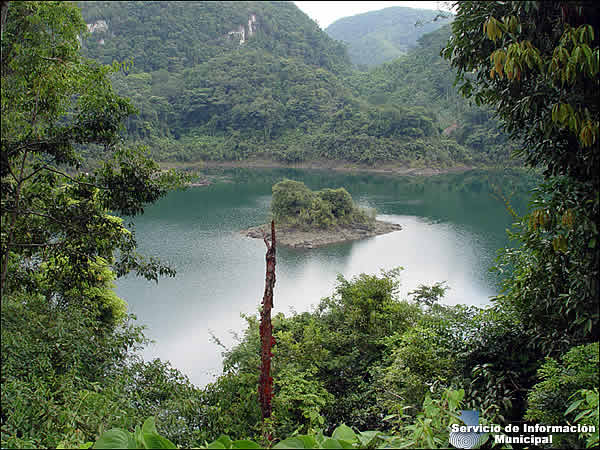
llacuna de Sepalau vista des de Chisec

El municipi de Chisec es localitza al nord del department d'Alta Verapaz, Guatemala, i fou fundat el 1813. El nom del poble era en un principi Espíritu Santo i posteriorment fou anomenat Chisec que en q'eqchi significa Navajuela, planta de fulla tallant. Està situat a 230 m sobre el nivell del mar. Ocupa una superfície de 1.994 km² i una població de 100.000 habitants, dels quals el 95% són maies. El kektxí és la llengua majoritària.
En aquest municipi es troben les Cuevas de Candelaria recorregudes pel riu homònim i que ocupen una superfície de 21 km².